# Henry Lau
Henry Lau (hant: 劉憲華, hans: 刘宪华, hangul: 유헌화), även känd under artistnamnet Henry (hangul: 헨리), född 11 oktober 1989 i Toronto, är en kanadensisk sångare av kinesisk härkomst som främst är aktiv i Sydkorea. Han har varit medlem i det sydkoreanska pojkbandet Super Junior-M sedan 2008. Henry släppte sitt solo-debutalbum Trap den 7 juni 2013.

## Diskografi

### Album
| Albuminformation                            | Topplacering          |
| Albuminformation                            | Sydkorea (Gaon Chart) |
| ------------------------------------------- | --------------------- |
| Trap (EP-skiva) - Släppt: 7 juni 2013       | 2                     |
| Fantastic (EP-skiva) - Släppt: 14 juli 2014 | 2                     |